# Gilsey House
Gilsey House es un antiguo hotel de ocho pisos y 300 habitaciones ubicado en 1200 Broadway en West 29th Street en el vecindario NoMad de Manhattan, Nueva York. Es un hito de la ciudad de Nueva York y está en el Registro Nacional de Lugares Históricos.

## Historia
La Gilsey House fue diseñada por Stephen Decatur Hatch para Peter Gilsey, un comerciante inmigrante danés y concejal de la ciudad que arrendó  la parcela –que incluía los terrenos del St. George Cricket Club– a Caspar Samlar por 10 000 dólares al año. Fue construido entre 1869 y 1871 a un costo de 350 000 dólares, abriéndose como el Gilsey House Hotel en 1872. El hierro fundido para la fachada del edificio de estilo Segundo Imperio fue fabricado por Daniel D. Badger, un importante e influyente defensor de la arquitectura metálica en ese momento. Se desconoce hasta qué punto Badger contribuyó al diseño de la fachada. 
El hotel era lujoso –las habitaciones tenían acabados de palisandro y nogal, mantas de chimenea de mármol, candelabros de bronce y tapices– y ofrecía servicios a sus huéspedes como teléfonos, el primer hotel de Nueva York en hacerlo. Fue uno de los favoritos de Diamond Jim Brady, Aimee Crocker y Oscar Wilde, Samuel Clemens fue un invitado, y atrajo el comercio teatral en un momento en que el área –que se hizo conocido como el "Tenderloin"– se estaba convirtiendo en el principal distrito de entretenimiento y diversión para la creciente población de Nueva York, con varios teatros, clubes de juego y burdeles.
Gilsey House cerró en 1911 después de un conflicto legal que comenzó en 1904 entre el operador del hotel, Seaboard Hotel Company, y la propiedad de Gilsey sobre los términos del contrato de arrendamiento. Se quitaron partes de la fachada, como columnas de hierro fundido, que pasaban por encima del límite de la propiedad, y el edificio se deterioró, con óxido, daños por agua y pisos hundidos. En 1925, se presentaron planes para reconstruir la estructura como un edificio tipo loft ordinario de ladrillo y piedra, pero nunca se llevaron a cabo, aunque los escaparates a nivel del suelo se modernizaron en 1946. El futuro del edificio se decidió cuando fue comprado en 1980 por Richard Berry y F. Anthony Zunino y convertido en apartamentos cooperativos después de una limpieza cosmética del exterior, que ganó el reconocimiento de Friends of Cast Iron Architecture. La fachada fue finalmente restaurada casi por completo en 1992 por Building Conservation Associates.
El edificio, con su "extraordinario" techo abuhardillado de tres pisos y su "vigor que solo pudieron reunir los últimos años del siglo XIX" se agregó al Registro Nacional de Lugares Históricos en 1978. Fue designado un hito de la ciudad de Nueva York en 1979.

## Galería

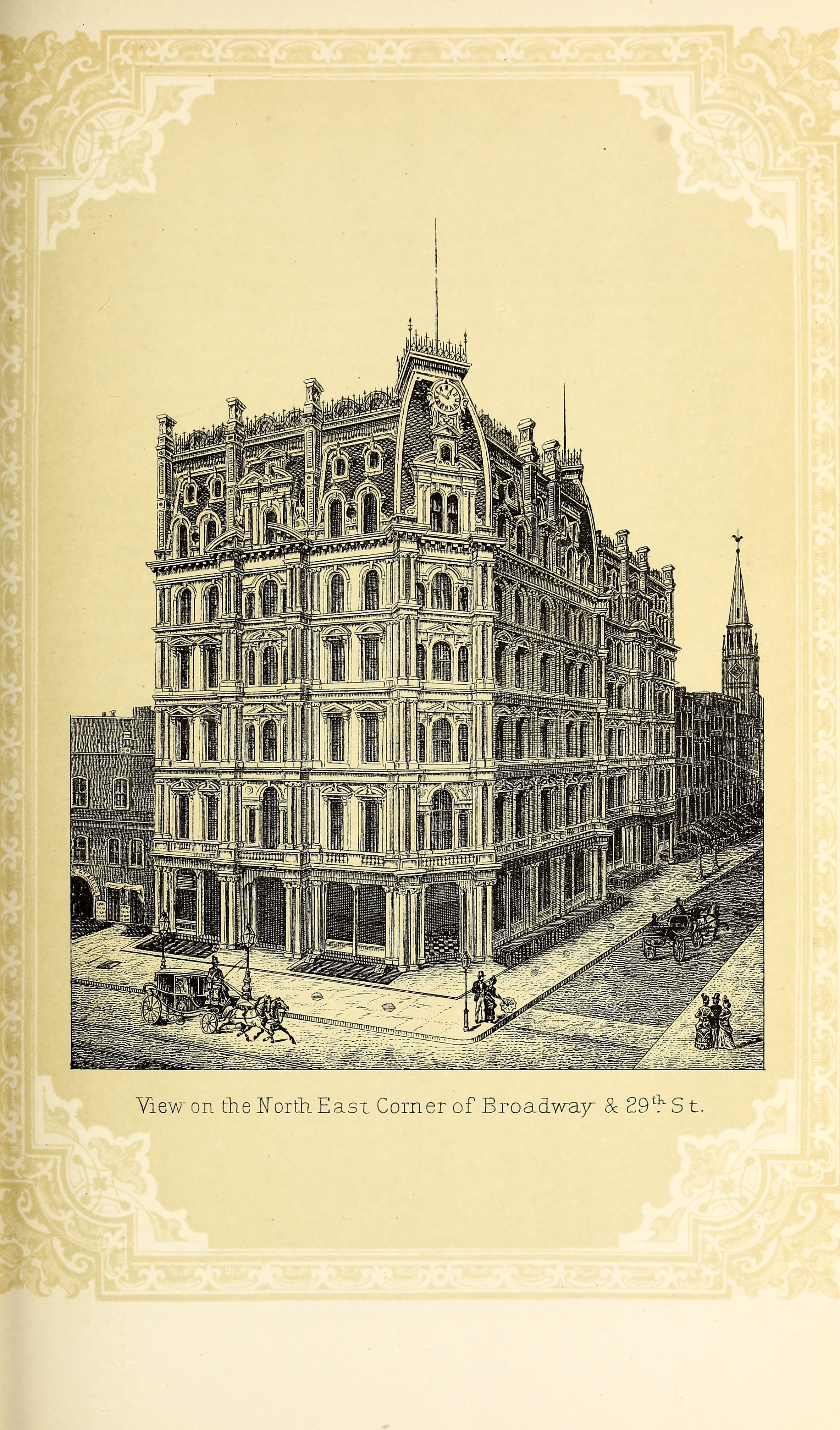
Hacia 1870
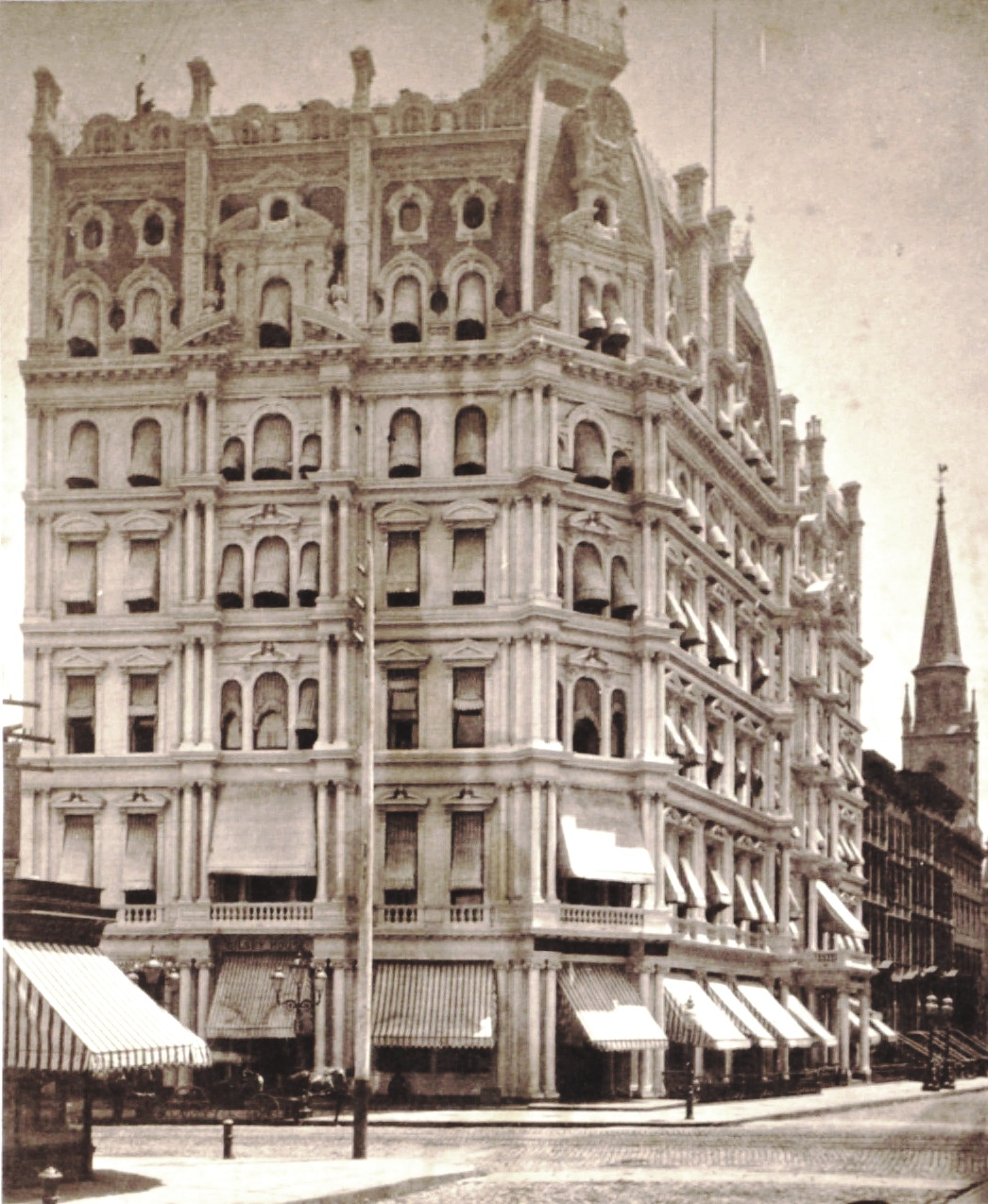
Antes de 1900
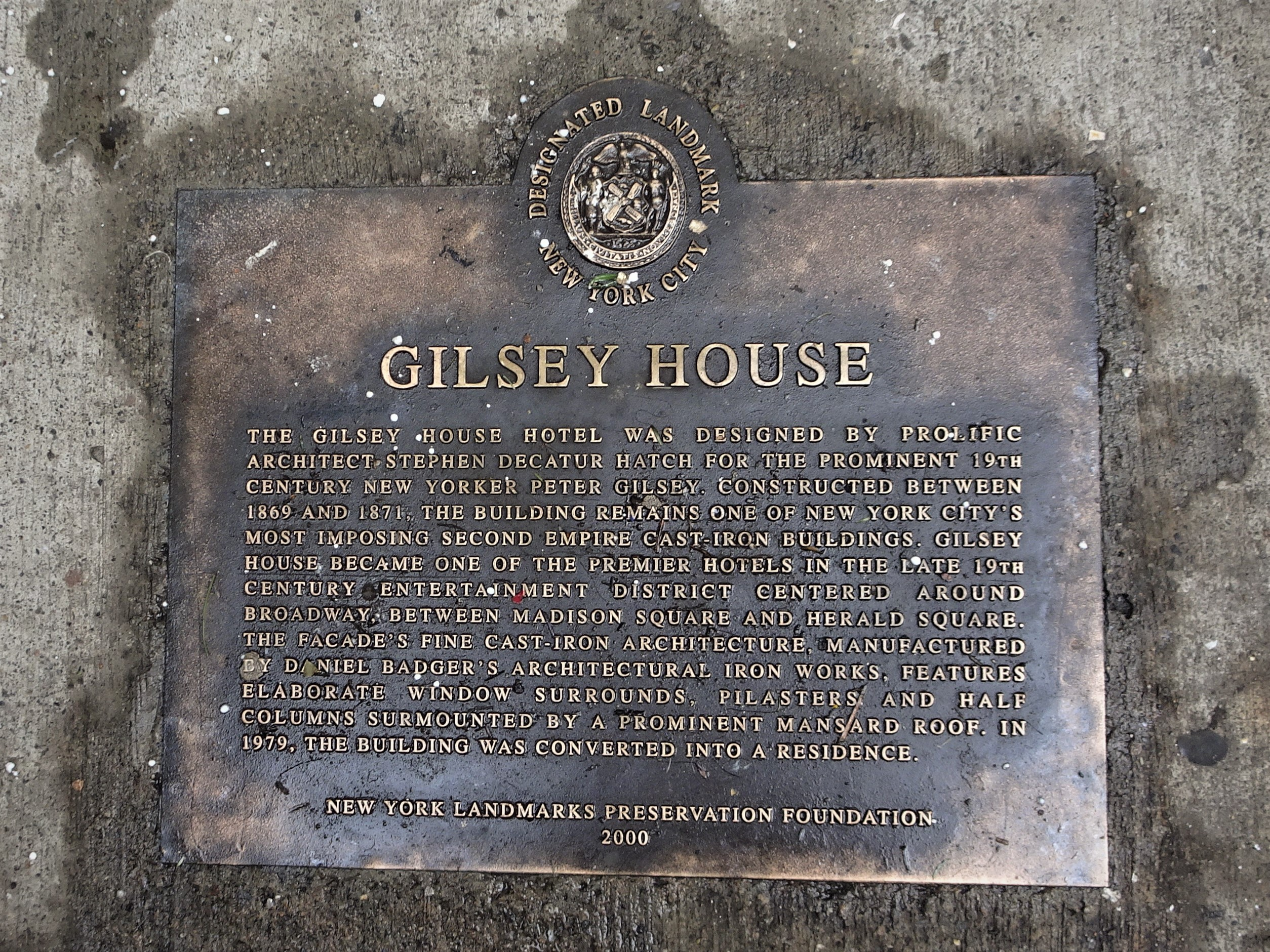
Placa conmemorativa
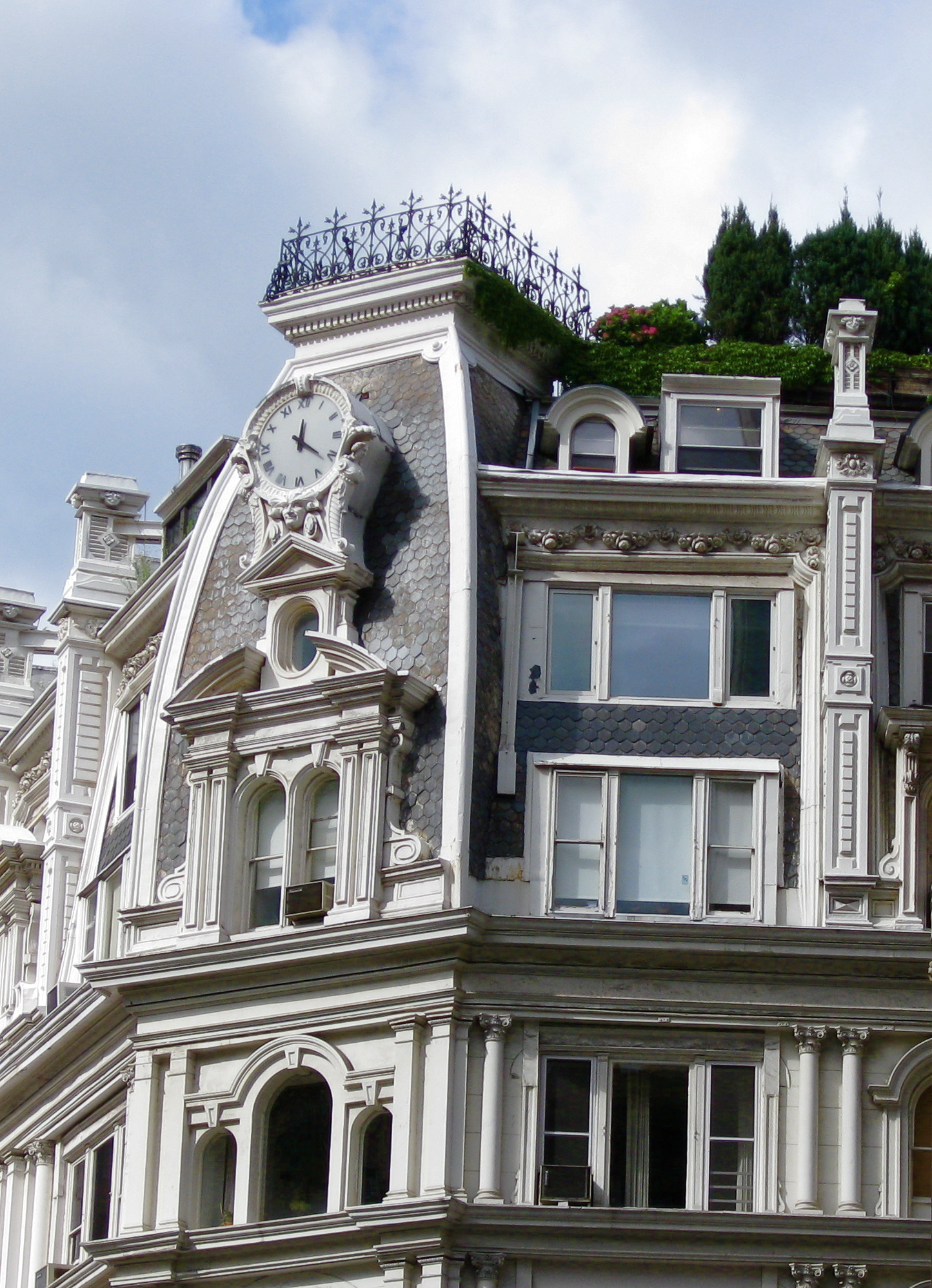
Cúpula y reloj